# 야마모토 마사쿠니
야마모토 마사쿠니(일본어: 山本 昌邦, 1958년 4월 4일 ~ )는 일본의 은퇴한 축구 선수이다.

## 국가대표팀 경력
그는 1980년 FIFA 월드컵 예선에 참가할 일본 국가대표팀에 발탁되었으며, 12월 26일 중국와의 경기에서 데뷔했다. 그는 1981년까지 국제 A매치 통산 4경기에 출전했다.

## 통계
| 일본 | 일본 | 일본 |
| 연도 | 출전 | 득점 |
| ---- | ---- | ---- |
| 1980 | 2    | 0    |
| 1981 | 2    | 0    |
| 통산 | 4    | 0    |